# دوبرو پویه (تسرنا تراوا)
دوبرو پویه (به صربی: Dobro Polje) یک منطقهٔ مسکونی در صربستان است که در تسرنا تراوا واقع شده‌است. دوبرو پویه ۱۶ نفر جمعیت دارد.